# Торхани (Красночетайський район)
Торха́ни (рос. Торханы, чув. Турхан) — присілок у Чувашії Російської Федерації, у складі Іспуханського сільського поселення Красночетайського району.
Населення — 170 осіб (2010; 201 в 2002, 363 в 1979, 393 в 1939, 409 в 1926, 274 в 1897, 235 в 1859, 69 в 1795).
Національний склад (2002):
- чуваші — 100 %

## Історія
Історичні назви — Тархани, Торханова, у період 1899–1926 років мав статус села. До 1835 року селяни мали статус державних, до 1863 року — удільних, займались землеробством, тваринництвом. У 1899-1937 роках діяв кам'яний храм Святого Архангела Михаїла, 1888 року відкрито церковнопарафіяльну школу. На початку 20 століття діяли вітряк та винний магазин. 1929 року створено колгосп «Селянин». До 1920 року присілок входив до складу Курмиської та Торханівської волостей Курмиського повіту (у період 1835–1863 років — у складі Курмиського удільного приказу), до 1927 року — до складу Торханівської та Красночетаївської волості Ядринського повіту (волосний центр 1918–1925 років). З переходом на райони 1927 року — спочатку у складі Красночетайського, у період 1962–1965 років — у складі Шумерлинського, після чого знову переданий до складу Красночетайського району.

## Господарство
У присілку діють фельдшерсько-акушерський пункт, клуб, бібліотека, магазин.